# Le Mesnil-Raoult
Le Mesnil-Raoult  là một xã thuộc tỉnh Manche trong vùng Normandie tây bắc nước Pháp. Xã này nằm ở khu vực có độ cao trung bình 85 mét trên mực nước biển.